# Goleši
Goleši (szerbül: Голеши), falu Banja Luka községben, Bosznia-Hercegovinában, Bosanska krajina területén, a Szerb Köztársaságban. 

## Fekvése
Bosznia-Hercegovina északi részén, Banja Luka központjától légvonalban10, közúton 16 km-re délnyugatra, a Piskovica-hegységben, 300-450 méteres magasságban fekszik. Több településrészből áll.

## Népessége
| Nemzetiségi csoport | Népesség 1991 | Népesség 2013 |
| ------------------- | ------------- | ------------- |
| Szerb               | 820           | 363           |
| Bosnyák             | 0             | 0             |
| Horvát              | 0             | 0             |
| Jugoszláv           | 2             | 0             |
| Egyéb               | 5             | 9             |
| Összesen            | 827           | 372           |

## Története
A Đurđevići településrészen talált római épületmaradványok, kőemlékek és római pénzérmék tanúsága szerint itt már az ókorban emberi település volt. Ennek folytatása lehetett az a középkori település, melynek temetőjét a közelben találták meg.
A település 1878-ig tartozott az Oszmán Birodalomhoz, ekkor a berlini kongresszus határozata alapján az Osztrák-Magyar Monarchia része lett. 1879-ben az első osztrák-magyar népszámlálás során a Banja Luka-i járáshoz tartozó településnek 107 háztartása és 576 ortodox lakosa volt. 1910-ben a Banja Luka-i járáshoz tartozó településen 92 háztartást és 843 ortodox lakost találtak. A monarchia szétesésével 1918-ban előbb a Szerb-Horvát-Szlovén Királyság, majd 1929-től a Jugoszláv Királyság része. 1921-ben a községnek összesen 104 háztartása és 771 lakosa volt. Jugoszlávia megszállása után a Független Horvát Állam (NDH) része lett. A második világháború után a szocialista Jugoszláviához tartozott. A daytoni békeszerződést követő területfelosztásnál Banja Luka község részeként a Szerb Köztársaság területéhez került. 

## Nevezetességei
- Kučerine – római település maradványai. A Đurđevići településrészen, a Suturlija-patak bal partjának alacsony teraszán csatornaásás közben római épületfalakra és pénzérmékre bukkantak.[4]

- Mramorje – római falmaradványok és középkori temető maradványai. Ugyancsak a Đurđevići településrészen római téglatöredékek és feliratos római kőemlék került elő. A közeli középkori temetőben 16 db, nyugat-keleti tájolású stećak sírkő maradt fenn.[4]